# 大統領 (大韓民国)
大韓民国大統領（だいかんみんこくだいとうりょう、韓国語: 대한민국 대통령、漢字:大韓民國大統領）は、大韓民国の元首であり、行政府の長たる大統領である。

## 概説
5年ごとに実施される大統領選挙によって選出される。
現在の大韓民国憲法（第六共和国憲法、1987年採択）は前文で韓国の国家体制を民主共和国であると定義し、第4章第1節（第66条 - 第85条）を中心に大統領の在り方を規定している。
大統領は国家元首（第66条1項）、行政権を有する政府の首班（第66条4項）、かつ韓国三軍（陸・海・空軍）の統帥権保有者（第74条1項）である。その上、大統領は立法及び司法に直接関与する権限を有していないが、立法権（第53条2項）や司法権（第104条1項）の一部に影響を与えうる権限を持っている。
副大統領職は無く、国務総理が大統領の補佐と非常時の権限代行を担う。ただし、建国直後の第一共和国時代（1948年 - 1960年）には副大統領が存在していた（後述）。
大統領には不逮捕特権（第84条）と非常措置権（第76条）が与えられているが、その発動には制約が加えられている（詳細は大統領の権限および義務参照）。また、大統領には立法府である国会の解散権はなく、公民権の停止も認められていない。
大統領の報酬（給料）は、韓国政府（人事革新処）の規定する公務員の報酬・手当に関する規定にて年毎に改定され、2023年の年額給与は2億4455万7000ウォン だった。
それに加え、大統領秘書室によるサポート及び大統領警護室による警護を受ける（大韓民国大統領室も参照）。大統領秘書室には「特殊活動費」と呼ばれる予算の一部が割り当てられており、2016年の割当額は146億9200万ウォン。特殊活動費はその内訳を開示する必要が無く、いわゆる機密費としての性格を併せ持つほか、朴槿恵政権時代には大統領の衣服など私的な支出にも一部が流用されていた。

## 庁舎
韓国大統領の官邸は、ソウル特別市龍山区にある龍山大統領室で、2022年から使用されている。
建国直後は朝鮮総督の旧官邸を景武台（キョンムデ）という名称で官邸にしており、1960年に官邸の名称を青瓦台（チョンワデ）へと変更、1991年からは旧庁舎と同じ敷地内に建てられた新庁舎を使用していた。また、1983年から2003年までの間、大統領専用の別荘として忠清北道に青南台が設置されていた。

## 大統領選出の方法と時期
韓国の大統領選出は、現行憲法67条の規定に従って行われる。
大統領には、国会議員の被選挙権があり、選挙日の時点で満40歳に達している韓国国民が立候補することができる。大統領は、韓国国民の普通・平等・直接及び秘密の選挙によって選出される。
投票の結果、最高得票者が2人以上いる場合は、国会の在籍議員の過半数が出席した公開の会議において多数票を得た者が当選者となる。
大統領候補者が1名しかいない場合でも選挙は実施され、選挙で得票した信任票数が有権者総数の3分の1以上でなければ、大統領として当選することは出来ない。
選挙は、現任大統領の任期が満了する場合には、任期満了日の70日前から40日前までの間に実施される。大統領が欠位となったとき、あるいは大統領当選者が死亡もしくは判決その他の事由によりその資格を喪失したときは、欠位・資格喪失から60日以内に後任の大統領を選挙しなければならない（68条）。
選挙終了後、大統領当選者の任期は韓国の公職選挙法第14条第1項に基づいて開始日が決定される。選挙が現任大統領の任期満了前に行われる場合は「現任者の任期満了日の翌日午前0時」から次期大統領の任期が始まる。選挙が現任大統領の任期満了後に行われた場合、または大統領が欠位の状況下で選挙が行われる場合は「中央選挙管理委員会が選挙の当選者を確定させた瞬間」から任期が始まる。
この規定により、2017年に選出された第19代大統領の文在寅は、第六共和国体制下では初めて、当選決定と同時に政権移行の準備期間も無い状態で大統領職に就任することになった。また、2025年に選出された李在明も同様に中央選挙管理委員会による当選の認定をもって任期開始となった。
民主化宣言以降、現行の選出方法によって行われた大統領選挙は下記の通りである。
1. 1987年12月16日：第13代大統領選挙（現職大統領の任期満了を見越して実施）
2. 1992年12月18日：第14代大統領選挙（現職大統領の任期満了を見越して実施）
3. 1997年12月18日：第15代大統領選挙（現職大統領の任期満了を見越して実施）
4. 2002年12月19日：第16代大統領選挙（現職大統領の任期満了を見越して実施）
5. 2007年12月19日：第17代大統領選挙（現職大統領の任期満了を見越して実施）
6. 2012年12月19日：第18代大統領選挙（現職大統領の任期満了を見越して実施）
7. 2017年05月09日：第19代大統領選挙（現職大統領の欠位に伴い実施）
8. 2022年03月09日：第20代大統領選挙（現職大統領の任期満了を見越して実施）
9. 2025年06月03日：第21代大統領選挙（現職大統領の欠位に伴い実施）

## 大統領の任期及び欠位・職務代行
大統領の任期は5年で、重任（再選）は出来ない（第70条）。
仮に憲法改正により任期延長や重任解禁がなされたとしても、改憲提案時の現職大統領には適用されない（第128条第2項）。
また現行憲法では任期途中の自発的な大統領の職務辞任について特に規定されておらず、韓国の憲法学者から第68条や第71条にある「欠位」と見なす意見が提起されているものの、実例が無いため実際にどのような扱いになるかは未定である。
重任禁止規定は、朴正煕による長期間の独裁を招いた反省の上に作られた規定である。1963年樹立の第三共和国では、大統領の任期は4年で重任も1回のみとされていた。だが、朴正煕は本来禁止されていた三選を可能にする憲法改正（3選改憲）の実施や、大統領の選出方法を国民の直接選挙から統一主体国民会議の代議員による間接選挙へ変更する改憲（維新憲法制定）を十月維新で強行するなどして、結果的に1979年に暗殺されるまでほぼ16年にわたり大統領職を維持し続けた。
このような経緯から、長期独裁政治を容認したことを反省して、重任禁止規定は全斗煥政権が制定した第五共和国憲法（1980年採択）で初めて導入された（ただし統一主体国民会議は廃止されたものの、大統領選出方法は大統領選挙人団による間接選挙のままとされた）。重任禁止規定は民主化宣言を経て、国民の直接選挙による大統領選出を復活させた第六共和国憲法へと受け継がれ、盧泰愚以降の歴代大統領はいずれも1期5年限りで退任している。しかし、「重任が禁止されているために、継続的な政策の実施が困難になっている」との指摘もあり、民主化以降も重任禁止規定に関する改憲が議論に上ることがある。
なお、何らかの事情で任期途中の大統領職が欠位となるか、または大統領が事故で職務不能となった場合には、国務総理（首相）を第1位、法律で定められた国務委員（各国家行政機関の長）を第2位以下とする継承順で大統領の権限が代行される（第71条）。
建国以来、韓国では大統領の権限代行が下記の通りに起きている（詳細は下記参照のこと）。
1. 1960年：許政内閣首班／国務総理[注 6] - 四月革命で張勉副大統領、李承晩大統領・尹潽善副大統領代行が同時に辞任し、大統領職が欠位となったため。
2. 1979年：崔圭夏国務総理 - 10・26事件で朴正煕大統領が死亡し、大統領職が欠位となったため。
3. 1980年：朴忠勲国務総理代理[注 7] - 粛軍クーデターの余波で崔圭夏大統領が辞任し、大統領職が欠位となったため。
4. 2004年：高建国務総理 - 盧武鉉大統領が国会の弾劾訴追を受けて職務停止となったため（のちに弾劾は否決され、職務に復帰）。
5. 2016年 - 2017年：黄教安国務総理 - 朴槿恵大統領が国会の弾劾訴追を受けて職務停止となり、弾劾裁判で罷免され大統領職が欠位となったため。
6. 2024年12月14日 -  2024年12月27日、2025年3月24日 - 5月2日：韓悳洙国務総理 - 尹錫悦大統領が国会の弾劾訴追を受けて職務停止となったため。
7. 2024年12月27日 - 2025年3月24日：崔相穆経済副総理（朝鮮語版）兼企画財政部長官 - 韓悳洙大統領権限代行兼国務総理が国会の弾劾訴追を受けて一時職務停止となったため。
8. 2025年5月2日 - 2025年6月4日∶李周浩社会副総理（朝鮮語版）兼教育部長官 - 韓悳洙大統領権限代行兼国務総理が尹錫悦大統領の罷免に伴う大統領選挙に出馬するため、公職選挙法（朝鮮語版）の規定に基づいて国務総理を辞任したため。本来は崔相穆経済副総理兼企画財政部長官が大統領権限代行兼国務総理権限代行に就任する予定だったが、自らの弾劾訴追案が国会に提出されたことに抗議する形で辞任したため、崔に次ぐ国務委員（副総理（社会副総理）兼教育部長官）の職責にある李が大統領権限代行となり、大統領選挙で勝利した李在明の当選を中央選挙管理委員会が認定した6月4日午前6時21分[6]まで務めた。

## 弾劾
任期中の大統領は内乱・外患の罪を除いた一切の刑事訴追を免除される（第84条）が、憲法違反または公法違反の行為が認められた場合に、所定の手続きを経て弾劾される可能性がある。弾劾の手順は、現行憲法 第65条、第111条、及び第113条に基づいて進められる。
韓国憲法は特定の公職者 を弾劾訴追する権限を国会にのみ認めているので、大統領を弾劾するには先ず国会が大統領の弾劾訴追を議決する必要がある（第65条第1項）。
その他公職者と異なり、国会は在籍議員の過半数 の賛成を得て大統領の弾劾訴追を発議し、発議から24時間以降72時間以内に無記名投票を行う。投票の結果、国会在籍議員の3分の2以上 の賛成があれば弾劾訴追が議決される（同第2項）。議決を受けた大統領は、憲法裁判所による弾劾審判がある時まで職権行使が停止される（同第3項）。
国会による弾劾訴追の議決後、弾劾の審判は憲法裁判所が管掌する（第111条）。憲法裁判所は180日以内に審判を行い、6名以上の裁判官 の賛成があれば大統領に対する弾劾が成立する（第113条）。
弾劾が成立した場合、大統領は直ちに罷免され、警護・警備以外の大統領職経験者に対する礼遇が全て剥奪されると共に、罷免から5年間は公職につくことができなくなる。また、弾劾は大統領職からの罷免の是非のみを決定する行為であり、在職中の行為を免責する理由にはならない（同第4項）。そのため、弾劾追訴の事由によっては罷免後に民事・刑事上の上の責任を負わされる可能性があり、この場合制度の趣旨から赦免の対象とならないとする見解が一般的である。一方で弾劾訴追が棄却または却下された場合、訴追を受けた大統領は職務の特性上から直ちに復職する。
韓国の弾劾裁判は一審制のため、憲法裁の宣告と同時に弾劾可否の決定が確定する。ただし、「憲法裁の決定に影響を与える重大な事項が判断されていない場合」に限り再審ができるという法的解釈がある。それによると、再審を望む場合、当事者は再審の理由を認知してから30日以内か、弾劾決定から5年以内のいずれかの期間で請求する必要がある。
国会の弾劾決議から憲法裁判所による判断が下されるまでの最長180日間、訴追された大統領は引き続き大統領としての身分が維持される。大統領官邸での生活が続けられる他、身辺警護・儀典等の礼遇や業務推進費を除いた給与も訴追前と同様に受けることができる。ただし、職務が停止されている間は「統治行為」と見られるすべての活動が停止されるため、官邸内の大統領執務室への出入りも制限されるが、例外的に非公式で業務連絡を受ける場合がある。
大統領が職務を停止されている間は、国務総理を第1位、法律で定められた国務委員（各国家行政機関の長）を第2位以下とする継承順で大統領の権限が代行される。
2025年4月現在、国会から弾劾訴追の決議を受けた大統領は下記のとおりである。
1. 2004年：盧武鉉大統領訴追（大統領代行：高建） - 弾劾裁判で棄却判決となり復職（2004/5/14憲法裁宣告）
2. 2016年：朴槿恵大統領訴追（大統領代行：黄教安） - 弾劾裁判で罷免判決となり失職（2017/3/10憲法裁宣告）
3. 2024年：尹錫悦大統領訴追（大統領代行：韓悳洙→崔相穆→韓悳洙[注 13]） - 弾劾裁判で罷免判決となり失職(2025/4/4憲法裁宣告)。

## 大統領の権限及び義務
韓国大統領は韓国行政の長（第66条第4項）として警察（行政安全部警察庁）や検察（法務部検察庁）、直属の情報機関（国家情報院）を管轄し、かつ韓国司法の長である大法院院長の任命権（第104条第1項）、並びに国会が議決した法案に対する再議要求権（第53条第2項）を有する。
韓国大統領は行政権全般だけでなく立法権や司法権の一部にも影響を与える程の権限を与えられており、そのことが大統領周辺で賄賂の授受を起こしやすい一因になっているとも考えられている。

### 主な権限
憲法に規定された大統領の職務権限は下記のとおりである。
- 国会の臨時会開催を要求する権限（第47条）。
- 国会で議決された法案に対し異議がある場合、特定期間内に再議を請求できる権限（いわゆる拒否権、第53条）。
- 国の元首として、外国に対して国家を代表する（第66条）。
- 必要に応じて、外交、国防、南北朝鮮統一、その他国家の安危にかかわる重要政策を国民投票にかける（第72条）。
- 条約を締結・批准し、外交使節を信任・接受し、又は派遣し、宣戦布告及び講和を行う（第73条）。
- 憲法及び法律が定めるところにより、国軍（陸軍、海軍、空軍）を統帥する（統帥権、第74条）。
- 法律で制限された範囲における大統領令の発令（第75条）。
- 国会を開く余裕がない時の財政・経済上の処分、及びこれに関連する範囲における法的効力を持った命令の発令（第76条）。
- 交戦時で国会開催が不可能な際の法的効力を持った大統領命令の発令（第76条）。
- 戒厳令（非常戒厳、警備戒厳）の宣布（第77条）。
- 公務員の任免（第78条）。
- 恩赦の実施（第79条）。
- 勲章等栄典の授与（第80条）。
- 国会に対し口頭・書簡で意見を述べる（第81条）。
- 内乱・外患の罪を除く刑事訴追の免除（第84条）。
- 国会の同意に基づき、国務総理を任命する（第86条）。
- 国務総理が提請した国務委員を任命する（第87条）。
- 諮問機関として、国家元老諮問会議（朝鮮語版）を設置する（第90条）。
- 諮問機関として、国家安全保障会議を設置する（第91条）。
- 諮問機関として、民主平和統一諮問会議を設置する（第92条）。
- 諮問機関として、国民経済諮問会議を設置する（第93条）。
- 国務総理の提請を受けて、行政各部の長を任命する（第94条）。
- 国会の同意を得て、監査院の院長を任命する（第98条）。
- 国会の同意を経て、大法院の院長を任命する（第104条）。
- 憲法裁判所の裁判官を任命する（第111条）。
- 中央選挙管理委員会の委員を3人任命する（第114条）。
- 国民経済の発展のために、必要な諮問機構を設置する（第127条）。
- 発議によって、憲法改正を提案する（第128条）。

### 宣誓と義務
大韓民国大統領職への就任に際し就任する者は「私は、憲法を遵守し、国家を保衛し、祖国の平和的統一並びに国民の自由及び福利の増進並びに民族文化の暢達に努力し、大統領としての職責を誠実に遂行することを国民の前に厳粛に宣誓します」と宣誓する（第69条）。
大韓民国大統領は憲法に従い在任中に以下のような義務を負う。
- 国会が議決した法案を、特定期間内に遅滞なく公布する責務。（第53条）
- 国の独立、領土の保全、国の継続性及び憲法を守護する責務。（第66条）
- 祖国の平和的統一のために、誠実に努力する義務。（第66条）
- 法的効力を持つ大統領令を発令した際に、発令事由を公布する義務。（第76条）
- 国会への戒厳令布告の報告、及び国会が出す戒厳令解除要求に従う義務。（第77条）
- 一般的な恩赦を実施する際に、国会の同意を得る。（第79条）
- 国法上の職務行為を文書によって行う。その際、必ず国務総理及び関係国務委員の副署を得る。（第82条）
- 法が定める職業との兼職の禁止。（第83条）
- 国務会議の議長となり（第88条）、憲法第89条が定める事項を必ず審議する。
- 提案された憲法改正案を、20日以上公告する。（第129条）
- 確定した憲法改正を、直ちに公布する。（第130条）

## 大統領経験者への礼遇
大統領職退任後、大統領経験者は「元大統領の礼遇に関する法律」（전직대통령 예우에 관한 법률）に基づいて国家から特別の待遇を受けることになっている。大統領経験者の身分及び礼遇に関する規定は当初憲法上に存在しなかったが、第五共和国憲法（1980年採択）で初めて導入され（第61条）、現行の第六共和国憲法へと受け継がれた（第85条）。
「元大統領の礼遇に関する法律」は、大韓民国政府樹立後の元大統領とその遺族を対象とし、第三共和国体制（朴正煕政権）時代の1969年1月22日に公布・施行され、2017年3月21日の一部条文改正で現行の法規定となった。同法を根拠として、2019年7月末時点で大統領職経験者は下記の礼遇を受けられる。
1. 本人・遺族に対する一定期間の身辺警護・警備
2. 在任中の報酬年額の95％にあたる額の年金（元大統領本人に対し）
3. 在任中の報酬年額の70％にあたる額の遺族年金（元大統領の死後、配偶者に対し）
4. 秘書3人、運転手1人（元大統領本人に対し）
5. 秘書1人、運転手1人（元大統領の死後、配偶者に対し）
6. 本人と遺族に対する交通・通信・事務所提供等の支援
7. 本人とその家族に対する医療[14]
8. 本人の墓地の管理にかかる人員・費用の支援（死亡した元大統領が国立墓地に埋葬されていない場合のみ）
9. 民間団体が推進する元大統領の記念事業に対する支援

ただし、大統領経験者の年金・遺族年金を支給される者は、他の法律に基づく年金を支給されず、かつ公務員に就任すると退任するまで大統領の年金・遺族年金の支給が停止される。
なお、元大統領が次の項目のいずれかに該当する場合、本人・遺族に対する一定期間の身辺警護・警備を除く大部分の礼遇が失われる。大統領警護処による身辺警護と私邸経費を通常任期満了による退職の場合、退任日から10年間（前職大統領本人が希望する場合は延長可能）受け取ることができ、いかなる理由であれ任期満了前に在任期の全てを果たせず正常失職できなかった場合、退任日から5年間（前職大統領本人が希望する場合は延長可能）受け取ることができる。原則として、大統領警護処による礼遇期限が満了すれば、礼遇主体は警察庁に変更され、警察庁長の判断如何によって礼遇の持続が行われる。この他にも、前職大統領としての礼遇の大部分を受ける資格を喪失した前職大統領であっても他の法によって外交官パスポートの発給を受けることができ、死後に有故が生じれば、国家葬の形で政府主管の下で葬儀を行うことができる。
1. 任期途中で弾劾の決定により退任した場合。
2. 禁固以上の刑が確定した場合[13][14]。
3. 刑事処分を回避する目的で外国政府に避難所や保護を要求した場合。
4. 大韓民国の国籍を喪失した場合。

2025年6月4日時点までに同法の適用対象となった大統領職経験者は、存命中の者が李明博・朴槿恵・文在寅と尹錫悦の4名、退任後に死を迎えた者が尹潽善・崔圭夏・全斗煥・盧泰愚・金泳三・金大中と盧武鉉の7名、現職のまま死を迎えた者が朴正煕の1名、同法施行前に死去した者が李承晩の1名となっている。
2025年6月4日時点では、存命中の元大統領のうち、法によって定められた礼遇を全て受けることができる人物は文在寅のみである。李明博は禁固以上の刑が確定したことで、朴槿恵と尹錫悦は任期途中で弾劾の決定により退任したことで、それぞれ警護・警備以外の礼遇を受ける資格を喪失している。
また、死を迎えた元大統領のうち、法に定められた礼遇を退任から死去までの間に全て受けることができた人物は崔圭夏・金泳三・金大中・盧武鉉の4名であり、李承晩・尹潽善・朴正煕・全斗煥・盧泰愚の5名は諸事情により一部の礼遇のみを受けている。

## 歴代の大統領

### 一覧
| 第一共和国 (1948-1960)             |                                  |                               |                                |                                 |                                 |                                 |                                           |
| 代                                 | 大統領                           | 肖像                          | 所属政党                       | 期                              | 在任期間                        | 在任期間                        | 備考                                      |
| 001                                | 李承晩 イ・スンマン 이승만       |                               | 大韓独立促成国民会             | 1                               | 1948年7月20日 - 1951年12月17日  | 11年 + 281日                    |                                           |
| 001                                | 李承晩 イ・スンマン 이승만       | 自由党                        | 1951年12月17日 - 1952年8月15日 | 1                               | 新党結成                        | 11年 + 281日                    |                                           |
| 001                                | 李承晩 イ・スンマン 이승만       | 自由党                        | 2                              | 1952年8月15日 - 1956年8月15日   |                                 | 11年 + 281日                    |                                           |
| 001                                | 李承晩 イ・スンマン 이승만       | 自由党                        | 3                              | 1956年8月15日 - 1960年4月26日   | 在任中に亡命                    | 11年 + 281日                    |                                           |
| 第二共和国 (1960-1963)             |                                  |                               |                                |                                 |                                 |                                 |                                           |
| 代                                 | 大統領                           | 肖像                          | 所属政党                       | 期                              | 在任期間                        | 在任期間                        | 備考                                      |
| 00－                               | 許政 ホ・ジョン 허정             |                               | 民主党                         | 3                               | 1960年4月27日 - 1960年6月15日   | 107日                           | 大統領代行 （内閣首班）                   |
| 00－                               | 許政 ホ・ジョン 허정             | 1960年6月15日 - 1960年8月12日 | 民主党                         | 3                               | 大統領代行 （国務総理）         | 107日                           |                                           |
| 002                                | 尹潽善 ユン・ボソン 윤보선       |                               | 民主党                         | 4                               | 1960年8月13日 - 1960年10月13日  | 1年 + 221日                     | [ 注 18 ]                                 |
| 002                                | 尹潽善 ユン・ボソン 윤보선       | 新民党                        | 1960年10月13日 - 1961年5月19日 | 4                               | 新党結成                        | 1年 + 221日                     |                                           |
| 002                                | 尹潽善 ユン・ボソン 윤보선       | 新民党                        | 1961年5月19日 - 1962年3月22日  | 4                               | 任期満了前に辞任                | 1年 + 221日                     |                                           |
| 00－                               | 朴正煕 パク・チョンヒ 박정희     |                               | 国家再建最高会議               | －                              | 1962年3月22日 - 1963年8月31日   | 1年 + 269日                     | 大統領代行 （国家再建最高会議議長）       |
| 00－                               | 朴正煕 パク・チョンヒ 박정희     | 民主共和党                    | －                             | 1963年8月31日 - 1963年12月16日  | 党総裁に就任                    | 1年 + 269日                     |                                           |
| 第三共和国 (1963-1971)             |                                  |                               |                                |                                 |                                 |                                 |                                           |
| 代                                 | 大統領                           | 肖像                          | 所属政党                       | 期                              | 在任期間                        | 在任期間                        | 備考                                      |
| 003                                | 朴正煕 パク・チョンヒ 박정희     |                               | 民主共和党                     | 5                               | 1963年12月17日 - 1967年7月1日   | 9年 + 9日                       | 民政移管                                  |
| 003                                | 朴正煕 パク・チョンヒ 박정희     | 6                             | 民主共和党                     | 1967年7月1日 - 1971年7月1日     |                                 | 9年 + 9日                       |                                           |
| 003                                | 朴正煕 パク・チョンヒ 박정희     | 7                             | 民主共和党                     | 1971年7月1日 - 1972年12月26日   | [ 注 22 ]                       | 9年 + 9日                       |                                           |
| 第四共和国 ・ 維新体制 (1971-1981) |                                  |                               |                                |                                 |                                 |                                 |                                           |
| 代                                 | 大統領                           | 肖像                          | 所属政党                       | 期                              | 在任期間                        | 在任期間                        | 備考                                      |
| 0(3)                               | 朴正煕 パク・チョンヒ 박정희     |                               | 民主共和党                     | 8                               | 1972年12月27日 - 1978年12月26日 | 6年 + 303日 （計 15年 + 313日） |                                           |
| 0(3)                               | 朴正煕 パク・チョンヒ 박정희     | 9                             | 民主共和党                     | 1978年12月27日 - 1979年10月26日 | 在任中に死去                    | 6年 + 303日 （計 15年 + 313日） |                                           |
| 00－                               | 崔圭夏 チェ・ギュハ 최규하       | 9                             |                                | 無所属                          | 1979年10月26日 - 1979年12月7日  | 42日                            | 大統領代行 （国務総理）                   |
| 004                                | 崔圭夏 チェ・ギュハ 최규하       | 10                            | 1979年12月8日 - 1980年8月16日  | 無所属                          | 252日                           | 任期満了前に辞任                |                                           |
| 00－                               | 朴忠勲 パク・チュンフン 박충훈   | 10                            |                                | 無所属                          | 1980年8月16日 - 1980年9月1日    | 16日                            | 大統領代行 （国務総理代理）               |
| 005                                | 全斗煥 チョン・ドゥファン 전두환 |                               | 無所属 （軍人）                | 11                              | 1980年9月1日 - 1981年1月15日    | 182日                           |                                           |
| 0(5)                               | 全斗煥 チョン・ドゥファン 전두환 | 民主正義党                    | 1981年1月15日 - 1981年3月2日   | 11                              | 新党結成                        | 182日                           |                                           |
| 第五共和国 (1981-1988)             |                                  |                               |                                |                                 |                                 |                                 |                                           |
| 代                                 | 大統領                           | 肖像                          | 所属政党                       | 期                              | 在任期間                        | 在任期間                        | 備考                                      |
| 0(5)                               | 全斗煥 チョン・ドゥファン 전두환 |                               | 民主正義党                     | 12                              | 1981年3月3日 - 1988年2月24日    | 6年 + 358日                     |                                           |
| 第六共和国 (1988-現在)             |                                  |                               |                                |                                 |                                 |                                 |                                           |
| 代                                 | 大統領                           | 肖像                          | 所属政党                       | 期                              | 在任期間                        | 在任期間                        | 備考                                      |
| 006                                | 盧泰愚 ノ・テウ 노태우           |                               | 民主正義党                     | 13                              | 1988年2月25日 - 1990年1月22日   | 4年 + 365日                     |                                           |
| 006                                | 盧泰愚 ノ・テウ 노태우           | 民主自由党                    | 1990年1月22日 - 1992年10月5日  | 13                              | 新党結成                        | 4年 + 365日                     |                                           |
| 0(6)                               | 盧泰愚 ノ・テウ 노태우           | 無所属                        | 1992年10月5日 - 1993年2月24日  | 13                              | 離党                            | 4年 + 365日                     |                                           |
| 007                                | 金泳三 キム・ヨンサム 김영삼     |                               | 民主自由党                     | 14                              | 1993年2月25日 - 1995年12月6日   | 4年 + 364日                     |                                           |
| 007                                | 金泳三 キム・ヨンサム 김영삼     | 新韓国党                      | 1995年12月6日 - 1997年11月7日  | 14                              | 党名変更                        | 4年 + 364日                     |                                           |
| 0(7)                               | 金泳三 キム・ヨンサム 김영삼     | 無所属                        | 1997年11月7日 - 1998年2月24日  | 14                              | 離党                            | 4年 + 364日                     |                                           |
| 008                                | 金大中 キム・デジュン 김대중     |                               | 新政治国民会議                 | 15                              | 1998年2月25日 - 2000年1月20日   | 4年 + 364日                     |                                           |
| 008                                | 金大中 キム・デジュン 김대중     | 新千年民主党                  | 2000年1月20日 - 2003年2月24日  | 15                              | 党名変更                        | 4年 + 364日                     |                                           |
| 009                                | 盧武鉉 ノ・ムヒョン 노무현       |                               | 新千年民主党                   | 16                              | 2003年2月25日 - 2003年9月29日   | 1年 + 16日                      |                                           |
| 0(9)                               | 盧武鉉 ノ・ムヒョン 노무현       | 無所属                        | 2003年9月29日 - 2003年11月11日 | 16                              | 離党                            | 1年 + 16日                      |                                           |
| 0(9)                               | 盧武鉉 ノ・ムヒョン 노무현       | 開かれたウリ党                | 2003年11月11日 - 2004年3月12日 | 16                              | 新党結成 職務停止               | 1年 + 16日                      |                                           |
| 00－                               | 高建 コ・ゴン 고건               |                               | 新千年民主党                   | 16                              | 2004年3月12日 - 2004年5月14日   | 63日                            | 大統領代行 （国務総理）                   |
| 0(9)                               | 盧武鉉 ノ・ムヒョン 노무현       |                               | 開かれたウリ党                 | 16                              | 2004年5月14日 - 2007年2月28日   | 3年 + 286日 （計 4年 + 302日）  | 職務復帰                                  |
| 0(9)                               | 盧武鉉 ノ・ムヒョン 노무현       | 無所属                        | 2007年2月28日 - 2008年2月24日  | 16                              | 離党                            | 3年 + 286日 （計 4年 + 302日）  |                                           |
| 010                                | 李明博 イ・ミョンバク 이명박     |                               | ハンナラ党                     | 17                              | 2008年2月25日 - 2012年2月13日   | 4年 + 365日                     |                                           |
| (10)                               | 李明博 イ・ミョンバク 이명박     | セヌリ党                      | 2012年2月13日 - 2013年2月24日  | 17                              | 党名変更                        | 4年 + 365日                     |                                           |
| 011                                | 朴槿恵 パク・クネ 박근혜         |                               | セヌリ党                       | 18                              | 2013年2月25日 - 2016年12月9日   | 3年 + 288日                     | 職務停止 任期満了前に失職 (2017年3月10日) |
| 00－                               | 黄教安 ファン・ギョアン 황교안   |                               | 無所属                         | 18                              | 2016年12月9日 - 2017年5月10日   | 152日                           | 大統領代行 （国務総理）                   |
| 012                                | 文在寅 ムン・ジェイン 문재인     |                               | 共に民主党                     | 19                              | 2017年5月10日 - 2022年5月9日    | 4年 + 364日                     |                                           |
| 013                                | 尹錫悦 ユン・ソンニョル 윤석열   |                               | 国民の力                       | 20                              | 2022年5月10日 - 2024年12月14日  | 2年 + 218日                     | 職務停止 任期満了前に失職（2025年4月4日） |
| 00－                               | 韓悳洙 ハン・ドクス 한덕수       |                               | 無所属                         | 20                              | 2024年12月14日 - 2024年12月27日 | 13日                            | 大統領代行 （国務総理） 職務停止          |
| 00－                               | 崔相穆 チェ・サンモク 최상목     |                               | 無所属                         | 20                              | 2024年12月27日 - 2025年3月24日  | 87日                            | 大統領代行 （経済副首相兼企画財政部長官） |
| 00－                               | 韓悳洙 ハン・ドクス 한덕수       |                               | 無所属                         | 20                              | 2025年3月24日 - 2025年5月1日    | 38日                            | 大統領代行 （国務総理） 職務復帰          |
| 00－                               | 李周浩 イ・ジュホ 이주호         |                               | 無所属                         | 20                              | 2025年5月2日 - 2025年6月4日     | 33日                            | 大統領代行 （社会副首相兼教育部長官）     |
| 014                                | 李在明 イ・ジェミョン 이재명     |                               | 共に民主党                     | 21                              | 2025年6月4日 - 現職             | 75日                            |                                           |

### 年表

#### イデオロギー別
| イデオロギー | イデオロギー | 人数 | 在任期間 | 大統領                                                                 |
| ------------ | ------------ | ---- | -------- | ---------------------------------------------------------------------- |
|              | 保守派       | 9    | 21765日  | 崔圭夏、全斗煥、金泳三、李明博、朴正煕、朴槿恵、盧泰愚、李承晩、尹錫悦 |
|              | リベラル派   | 5    | 6142日   | 金大中、李在明、文在寅、盧武鉉、尹潽善                                 |

| 大韓民国のイデオロギー別政権年表 |
| -------------------------------- |
|                                  |

## 退任後の大統領経験者
韓国の大統領制度は時代とともに変化してきているが、退任後の大統領経験者が悲惨な運命をたどることは変化していない。そのため、経験者本人と親族が無事に余生を全うできた事例より何らかの不幸な状況に至った事例の方が依然多数派となっている。

### 個別事例
歴代の大統領経験者が退任後に辿った経歴は下記の通りである。
- 李承晩（初代 - 第3代）：1960年3月の直接選挙で自身の四選を図り大規模な不正行為を行わせた結果、不正に対する反発から発生した四月革命を受けて夫人と共にアメリカへ亡命後、5年後に客死[23]。
- 尹潽善（第4代）：クーデターで誕生した国家再建最高会議の政策（政治活動浄化法の制定）に対する抗議として任期満了前に辞任。1976年の民主救国宣言の発表により懲役5年の実刑判決を受けるが、死去後の2013年に再審で無罪となる（有罪判決を受けた大統領経験者の中で、名誉が回復された唯一の人物である）。
- 朴正煕（第5代-第9代）：夫人の陸英修が朝鮮総連の指示を受けた在日朝鮮人の文世光によって1974年に暗殺され、自身も部下のKCIA（韓国中央情報部）長官・金載圭によって1979年に暗殺される。
- 崔圭夏（第10代）：朴正熙大統領の暗殺に伴って国務総理から棚ぼた式で大統領に就任するも、選出から6日で粛軍クーデターが発生[24]し、翌1980年5月の5.17非常戒厳令拡大措置と光州事件によって軍部に実権を掌握され、同年8月に軍部の圧力で任期満了前に辞任[25]。在任期間8ヶ月は歴代最短。退任直後には国会の光州事件特別委員会の出席要求や任意同行命令などを拒否したため、国会侮辱罪等で刑事告発されるも起訴猶予処分となる[23]。なお、大統領退任後も政治的地位を維持し続けており、大統領経験者としては唯一死去するまで本人・親族ともに難を逃れた人物である。
- 全斗煥（第11代-第12代）：退任後に不正蓄財と光州事件に代表される民主化運動弾圧の罪で逮捕・投獄される。一審にて死刑判決と追徴金2259億5000万ウォン（日本円で223億円相当）。2審では減刑されて無期懲役となり、最高裁判所の2審判決支持で刑が確定したが、判決確定から2年後の1997年12月に金泳三大統領によって特赦される[26][27]。2020年には光州事件の証言者に対する名誉毀損の罪で懲役8カ月、執行猶予2年の判決を言い渡された[28]。
- 盧泰愚（第13代）：退任後に不正蓄財と民主化運動弾圧の罪で逮捕・投獄される。一審で懲役22年6ヶ月と追徴金2838億9600万ウォン（日本円で281億円相当）の判決。2審では減刑されて懲役12年となり、最高裁判所の2審判決支持で刑が確定したが、判決確定から2年後の1997年12月に後任の金泳三大統領によって特赦される[26][27]。
- 金泳三（第14代）：次男の金賢哲が斡旋収賄と脱税で逮捕される[29]。大統領在任期間である1997年5月に賢哲は拘束されたが、1999年8月に金大中大統領による特赦で赦免された[30][31]。
- 金大中（第15代）：長男の金弘一・次男の金弘業（朝鮮語版）・三男の金弘傑（朝鮮語版）の息子全員含む親族5人が権力を悪用した不正蓄財で刑事訴追[29]。三男の弘傑が2002年5月に各種利権依頼を受けて会社から36億円の賄賂を受け取った特別加重処罰法の斡旋収賄罪で、同年6月に次男の弘業は斡旋収賄、脱税で逮捕された。国会議員だった長男の弘一は党内人事のための賄賂を受け取っていたために2003年に父親の退任直後に斡旋収賄で在宅起訴された。次男と三男は2005年8月に盧武鉉大統領によって道路交通法違反の減点370万人を含む計422万人対象とした特赦で赦免された[30][31][32][33][34][35][36]。なお、金大中自身は大統領就任以前の軍事政権時代には金大中事件に巻き込まれたり、光州事件によって1980年に死刑判決を受けたこともある。
- 盧武鉉（第16代）：在任中に弾劾訴追を受けるが、罷免には至らず。退任後、兄の盧建平（朝鮮語版）が斡旋収賄で逮捕される。妻の権良淑も知人社長から100万ドル（約1億490万円）の賄賂を受け取った容疑で検察の調査を受ける。自身も後援者が提供した計640万ドルの資金への収賄容疑を受けて、2009年4月の訴追直前の出頭要請前に投身自殺[23][31][37]。
- 李明博（第17代）：在任中に国会議員だった兄の李相得が斡旋収賄で逮捕される[38][39][40]。保革交代した文在寅政権から[41]長男が聴取を受けた上で[42]、2018年に収賄・裏金作りの嫌疑で逮捕・起訴される[43][44]。裁判では一貫して全面無罪を主張していたものの[45]、2020年10月29日に大法院で懲役17年、罰金130億ウォン（当時の為替レートで約12億円）、追徴課税57億8,000万ウォンの実刑判決が確定し、身柄を収監された[46]。2022年12月に尹錫悦大統領により特別赦免された[47]。
- 朴槿恵（第18代）：長年の知人・崔順実による国政介入を黙認した等として弾劾訴追を受け、2017年に罷免された上で収賄等の嫌疑で逮捕・起訴される[48][49]。裁判は二審で懲役20年、罰金180億ウォン（日本円で約16億円相当）、追徴金35億ウォンの有罪判決が下され[50]、2021年1月14日に大法院で判決が確定した[51]。なお、朴は他にも第20代総選挙のセヌリ党公認候補選びへ違法に介入した事件で懲役2年の刑が確定していたため、懲役年数は合わせて22年となる[51]。2021年12月31日に文在寅大統領による特別恩赦で赦免された[52]。
- 文在寅（第19代）：在任中に長女の元夫がタイの航空会社役員に不正採用された疑惑を巡り、元夫の報酬が本人への賄賂にあたる可能性から長女が家宅捜査を受け[53]、自らも収賄の疑いで検察から事情聴取を要請された[54][55][注 36]。そして、2025年4月24日に特定犯罪加重処罰法（朝鮮語版）の収賄罪で在宅起訴された[56]。なお、本人の大統領就任と関係のない不祥事としては、2024年10月5日に長女が飲酒運転でタクシーとの物損事故を起こし、立件されている[57]。
- 尹錫悦（第20代）：第六共和国体制下で初となる非常戒厳を2024年12月に布告したことで弾劾訴追を受け、2025年に罷免。また、この非常戒厳措置を通じて「内乱を首謀した疑い」をかけられ、翌2025年に韓国の現職大統領として初めて逮捕・起訴される。

2025年現在までに、現職を除いて13人の大統領経験者がいるが、崔圭夏と文在寅以外の11人の大統領は不幸な・不名誉な末路を遂げている（崔圭夏も退任は就任直後のクーデターという不名誉な理由によるものであるため、無事に任期満了し退任後も本人・親族共に事なきを得たまま亡くなった大統領経験者は一人もいない。存命中の文在寅は在宅起訴され、今後裁判が行われる予定）。親族が逮捕・訴追されたのみで本人は難を逃れた金泳三、就任前に本人が不幸な・不名誉な目にあっている金大中を除外しても、残り9人の大統領は本人が不幸な・不名誉な末路を迎えている。
2016年11月5日の朝鮮日報によると、1993年の文民政権発足以後に誕生した5人（報道当時）の大統領は全員、任期末期から退任後にかけて「大統領になったことを後悔する」もしくは「なぜ大統領になったのかが分からない」という趣旨の発言をしている。

### 問題の原因分析
大統領経験者の多くが退任後に不幸な末路を迎える原因として、制度面・文化面から様々な分析がなされている。
韓国大統領は国民に直接選ばれる国家元首と行政府の首班を兼ね、かつ警察・検察や司法機関も含めた全ての国家権力機関の長を任命する権限を有している。そのため、韓国の政治制度は大統領に対するチェック・アンド・バランスが効いておらず、大統領の独善的な行為や賄賂を追及しにくい構造となっている。このことから、2016年11月5日の朝鮮日報は文民政権誕生後も軍事政権（朴正煕、全斗煥、盧泰愚）時代と同様の不正蓄財事件を起こし続ける問題の原因として、現行の大統領制度が大統領の圧倒的な権力によって大統領の親類や側近が「虎の威を借る」ことを可能とする「帝王的大統領制」になっていると批判している。これと関連して、ジャーナリストの辺真一は、韓国大統領は与えられた権限が独裁者並みに有る一方で任期が5年で再選が禁止されているため、大統領当選者が「任期中にやりたい放題やってやる」との心境に陥ってしまうと推察している。また政治学者の木村幹は、第六共和国憲法による現行の大統領制度が制度的に安定しているため、現行制度の問題点が認識されつつもそれを修正できないパラドックスが発生し、問題を繰り返してしまう素地の一つとなっていると分析している。
政権が腐敗し、大統領の退任後に疑獄として表面化する一因として、「親族の結束」を重視する朝鮮の儒教の影響が韓国社会に強く残っている点を指摘する意見が複数人から挙げられている。重村智計は「近くの他人よりも遠くの親戚」を重視する「身内意識」が権力者の家族に貢物をする文化をつくったと指摘し、池田信夫は科挙の時代に見られた、一族が秀才を支援して彼が権力を握った後にその周辺で税金を食い物にする流れが現代でも繰り返されていると指摘している。他に、大統領の疑獄が頻発する背景として、呉善花は「死は穢れ」と見る現世主義的な儒教の教えが影響していると分析し、黄文雄は儒教が持つ血統を重視する一族主義が他の一族を敵とみなす人間不信を高め、それが朝鮮半島の特色である党派同士で暗殺や虐殺し合う伝統（朋党の争い）として持続し、結果として朝鮮半島の国家の亡国や新大統領の誕生が「5年に一度の易姓革命」と表現される状態につながっていると、過去の王朝の歴史から結論づけている。

### 前政権の腐敗追及に対する韓国での主張
韓国では、退任した大統領及び旧与党の政治的な腐敗の摘発に対し、「政権交代で発足した新政権と新与党が前政権ないし下野した野党に対する追及を政治的利用に用いている」との主張が起きている。
2017年に文在寅政権（与党：共に民主党）が発足した際には、朴槿恵政権に続いて李明博政権（いずれも与党は後の自由韓国党）時代の要人についても不正行為疑惑の追及が強まると、李明博側は相次いで捜査が「政治報復」「政治工作」であるとして反発し、「文大統領が政治報復のループをずっと抱えて行くならば5年後に次の政権が文在寅政権を審判台に立たせるだろう」と主張した。保守系新聞である朝鮮日報も社説で李明博政権関係者に対する不正追及を文在寅政権の「標的捜査」であると非難しているが、2017年末時点で韓国国民の多数派は文在寅政権の「積弊清算」政策を保守派が主張する「政治報復」であるとは受け止めておらず、文在寅政権の不支持率が当時過去最高の46％となった2018年12月の世論調査でも「政治報復」を不支持の理由として挙げた回答者は3％に留まっている。
また、2022年に尹錫悦政権（与党：国民の力）が発足した際には、文在寅政権時代の出来事に対する追及が強まると、文在寅政権の与党であった共に民主党は「政治報復」ないし「野党の有力な大統領選候補を狙った政治捜査」、または「支持率を上げる為の方策」であると主張し、併せて李明博政権の盧武鉉元大統領に対する疑獄追及も「支持率上昇のための方策」であったとの見解を示した。このような与野党の動きに対し、革新系新聞であるハンギョレは社説で前政権の疑惑追及が「与野党双方によって政略的に利用されている」と非難し、中央日報はコラムで共に民主党の直面する現実は「自業自得である」と主張する一方、権力型不正を扱う捜査の要諦は「限度を越えないこと」との意見を紹介している。

## 副大統領
韓国の副大統領は副統領（ふくとうりょう、韓国語: 부통령）と呼ばれ、建国直後の第一共和国体制で設置されていた。

### 概説
副大統領は、大統領が事故により職務を遂行できない事態に陥った場合に大統領の権限を代行することになっており（初代憲法第52条）、国務総理や国会議員との兼務は認められていなかった（初代憲法第53条）。副大統領が大統領の権限を代行する期間は、当初は憲法上の規定がなかったが、1954年の四捨五入改憲で「代行する大統領の残任期間」と明記され、副大統領も欠位となった場合は国務委員を権限代行者としながら欠位日から3か月以内に正・副大統領を選出する事と定められた。また、副大統領だけが欠位となった場合は直ちに後任者を選挙で決定し、後任者は前任者の残任期間分のみ就任する事になった（1954年改正憲法第55条）。また、副大統領はその他の職責として憲法委員会委員長（初代憲法第81条）と弾劾裁判所所長（初代憲法第47条）、及び参議院議長（1952年改正憲法第36条）を兼任することになっていた。だが、参議院は李承晩大統領が野党への牽制から開設に必要な法改正・議員選出選挙を行わなかったので設置されず、国務委員の一員でもない副大統領は平時における実質的な権限が無かった。
副大統領の選出方法は、大統領と同様の手法が採られた。建国当初は国会議員の無記名投票によって選出されていた（初代憲法第53条）が、1952年の抜粋改憲によって国民の普通・平等・直接・秘密選挙による選出となった（1952年改正憲法第53条）。ただし、その際、韓国では選出方式として、アメリカ大統領選挙のように大統領と副大統領をペアとして選出する方式を採らず、大統領と副大統領をそれぞれ別個の選挙で選出する方式を採った。そのため、与党への反発から1956年（第三代大統領選挙）以降は正副大統領が与野党別々の政党から選出されると言うねじれ現象が発生し、高齢の李承晩大統領が職務を継続できなくなったら自動的に与野党が交代する事態が続いていた。1960年の選挙で与党・自由党が大規模な不正行為を起こしたのは、これも一因となっている。
1956年改正憲法で細部が整備された副大統領職だが、実際の非常事態では憲法が定める機能を果たすことができなかった。1960年に四月革命が発生すると李承晩大統領に対する韓国社会からの辞任圧力が強まったが、野党・民主党に属する張勉副大統領が革命の動きに賛同する形で辞任してしまい、非常時にもかかわらず大統領より先に副大統領が不在となってしまった。それに伴い、大統領権限代行順位が当時第2位であった外務部長官（国務委員）の許政が副統領代行となり、次いで李承晩大統領の辞任を受けて内閣首班となって大統領の権限を担った。大統領職と副大統領職は許政暫定政府が進める第3次憲法改正の際に役割が見直され、第二共和国体制で議院内閣制が導入されるのに伴い副統領職は不要な役職として廃止された。その後、韓国は第三共和国体制（第5次憲法改正）で再び大統領制に戻るが、その際副大統領に相当する専門職は再設置されず、これ以降の憲法は大統領不在時に国務総理（首相）が大統領権限代行を務める形式になっている。

### 副統領の一覧
| 代   | 副統領                         | 副統領   | 所属政党           | 期 | 在任期間                      | 在任期間    | 備考                              | 大統領 | 大統領 |
| ---- | ------------------------------ | -------- | ------------------ | -- | ----------------------------- | ----------- | --------------------------------- | ------ | ------ |
| 001  | 李始榮 イ・シヨン 이시영       | 李始栄   | 大韓独立促成国民会 | 1  | 1948年7月24日 - 1949年2月10日 | 2年 + 289日 |                                   | 李承晩 |        |
| 0(1) | 李始榮 イ・シヨン 이시영       | 李始栄   | 民主国民党         | 1  | 1949年2月10日 - 1951年5月9日  | 2年 + 289日 | 新党結成任期満了前に辞任          | 李承晩 |        |
| 0－  | 許政 ホ・ジョン 허정           | 許政     | 民主国民党         | － | 1951年5月10日 - 1951年5月16日 | 6日         | 職務代行 （国務委員・社会部部長） | 李承晩 |        |
| 002  | 金性洙 キム・ソンス 김성수     | 金性洙   | 民主国民党         | 2  | 1951年5月17日 - 1952年5月29日 | 1年 + 12日  | 任期満了前に辞任                  | 李承晩 |        |
| 0－  | 張沢相 チャン・テクサン 장택상 | 張沢相   | 自由党             | － | 1952年5月30日 - 1952年8月14日 | 76日        | 職務代行 （国務総理）             | 李承晩 |        |
| 003  | 咸台永 ハム・テヨン 함태영     | 咸台永   | 無所属             | 3  | 1952年8月15日 - 1956年8月14日 | 3年 + 365日 |                                   | 李承晩 |        |
| 004  | 張勉 チャン・ミョン 장면       | 張勉     | 民主党             | 4  | 1956年8月15日 - 1960年4月25日 | 3年 + 254日 | 任期満了前に辞任                  | 李承晩 |        |
| 0－  | 許政 ホ・ジョン 허정           | 許政     | 無所属             | － | 1960年4月25日 - 1960年4月26日 | 1日         | 職務代行 （外務部部長）           | 李承晩 |        |
|      | （不在）                       | （不在） | （不在）           | － | 1960年4月26日 - 1960年6月15日 | 50日        | 職務廃止                          | 李承晩 |        |